# Sankukai
El Karate Sankukai es la combinación de principios y técnicas de aikido, judo, karate shito-ryu y karate shukokai. Fue iniciado por Yoshinao Nanbu, que nació en Japón, Kobe, en 1943. Fue demostrado por primera vez en Francia en 1971.

## Símbolo
El símbolo de Karate Sankukai consiste de tres círculos: dos rojos y uno blanco. Representan la Tierra, la Luna y  el Sol, tres elementos siempre armónicamente relacionados en su danza cósmica. El símbolo también representa la principal idea del Karate Sankukai, que es establecer una relación armónica con el enemigo y el uso de su fuerza contra él mismo, por medio de esquivas, bloqueos circulares, golpes de puño y de pierna.

### Ideas compartidas
Esta idea es también la de otros artes marciales, pero es a menudo rechazada en la práctica a causa de su dificultad. La virtud del Karate Sankukai es que esta idea pueden llevarla a la práctica los estudiantes de SANKUKAI tras unos años de estudio.

## Significado de la palabra Sankukai
- San = 3 (sol, luna y tierra)
- Ku = Elementos
- Kai = Escuela

## Trabajo en equipo
Otra característica del Karate Sankukai es su práctica con compañero. Las técnicas no son realizadas individualmente como en otros estilos. El trabajo en parejas anima a los estudiantes desde el comienzo de su práctica. Así, uno aprende a adaptarse al enemigo y a usar su fuerza y su potencia, obteniendo una gran capacidad de autodefensa.